# Biccherna

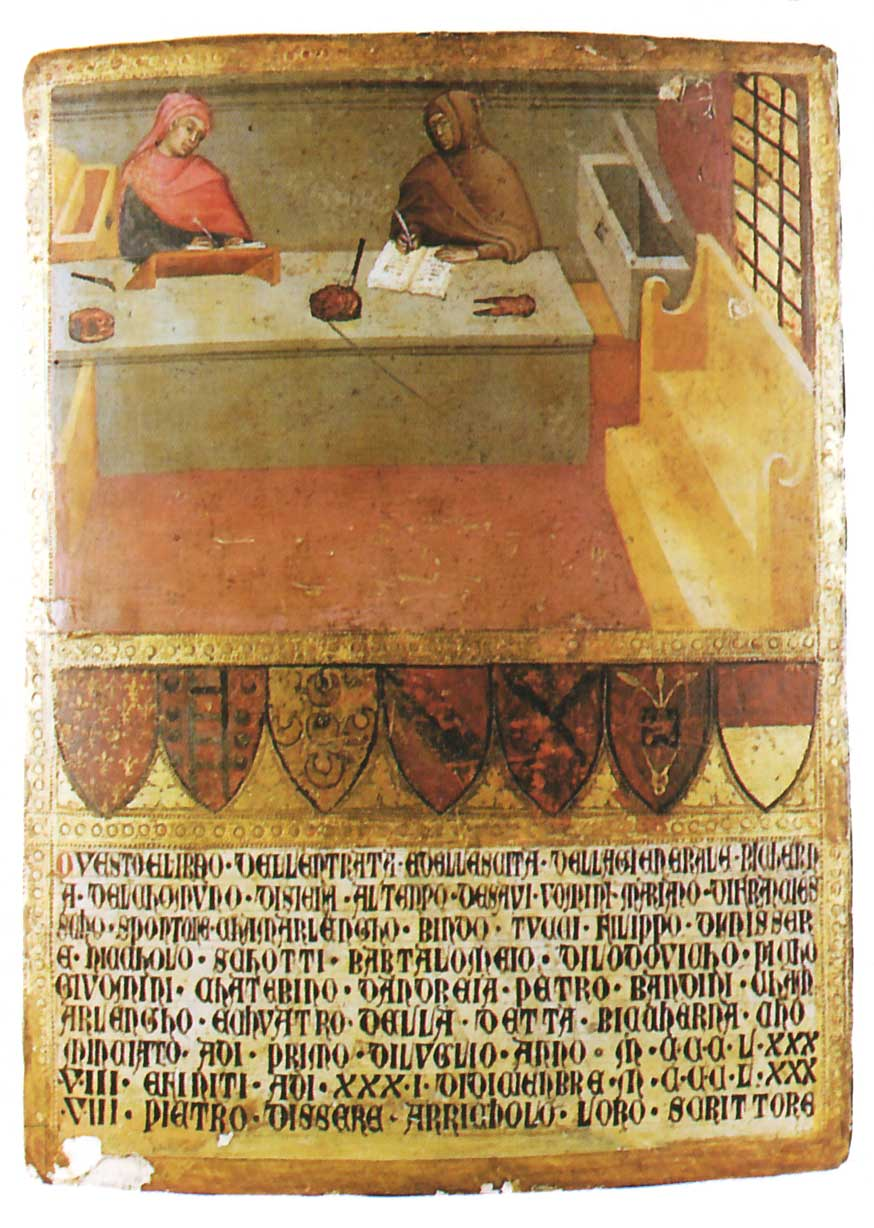
Biccherna senese del 1380

La Biccherna, attiva dal secolo XII fino al 1786, fu una delle principali magistrature finanziarie della Repubblica di Siena.

## Storia e descrizione
Costituita da un camarlengo, quattro provveditori e altri ufficiali subalterni, dopo l'annessione di Siena al Ducato mediceo la sua autonomia fu limitata da istituzioni finanziarie di controllo. Il nome deriva da una contrazione del palazzo di Blacherne di Costantinopoli che conteneva il tesoro imperiale.
Dal nome della magistratura senese, si chiamarono a Siena le tavolette dipinte con scene religiose, civili, ritratti, con le quali si rilegavano i libri dei conti delle amministrazioni finanziarie della Biccherna e della Gabella. Tali magistrature si rinnovavano ogni sei mesi ed era uso far dipingere, al termine dell'incarico, la copertina lignea del libro del loro periodo con stemmi e con una scena, talvolta a tema sacro, o simbolico, o legato a un avvenimento di particolare rilievo accaduto durante il loro mandato. Ogni tavoletta è datata e spazia dal 1258 al 1682. Si tratta di una serie di eccezionale valore documentario sulla storia e l'urbanistica cittadina, oltre al pregio artistico delle coperte dipinte, opera di pittori senesi, talvolta tra i maggiori.
La prima delle 124 tavolette è quella raffigurante frate Ugo, il monaco di San Galgano, ed è stata realizzata da Gilio di Pietro intorno al 1258. I dipinti più antichi rappresentano l'unica documentazione certa per i pittori senesi precedenti a Duccio, come Dietisalvi di Speme e Guido di Graziano.
Il soggetto raffigurava inizialmente il camerlengo nelle sue attività, spesso con un arco alle spalle che raffigurava la stanza delle riunioni, accompagnato dagli stemmi dei quattro provveditori e da un'iscrizione con i loro nomi e le date della carica. Nel XIV secolo si alternarono anche soggetti religiosi (Circoncisione di Gesù di Luca di Tommè, del 1357; Trinità fra santi, attribuita a Niccolò di Bonaccorso, del 1367) o civici (Buon governo, del 1344; Offerta di tributi) e nel XV la raffigurazione di vicende contemporanee (Incoronazione di papa Pio II del Vecchietta, del 1460; la Vergine protegge Siena dai terremoti di Francesco di Giorgio Martini). In seguito i dipinti continuarono ad essere eseguiti senza più avere la funzione di copertine dei registri contabili, ma come quadri da appendere alle pareti e assunsero forma e proporzioni più varie. Soggetti furono ancora spesso gli avvenimenti importanti dell'epoca (Distruzione da parte dei senesi della fortezza spagnola di Giorgio di Giovanni, del 1552) e ancora scene religiose (Sposalizio mistico delle sante Caterina da Siena e Caterina d'Alessandria di Domenico Beccafumi).
La quasi interezza delle tavolette di Biccherna è conservata nell'Archivio di Stato di Siena, ma qualche dozzina, ereditate spesso dalle famiglie di quei funzionari che le avevano fatte dipingere, finirono nel mercato antiquario e si trovano oggi sparse in collezioni museali all'estero, soprattutto a Londra, a Berlino, a Chatsworth, a Budapest, a New York.

## Documentari
Nel 1950 il regista Michele Gandin ha girato il documentario Le Biccherne di Siena con la fotografia di Giulio Gianini e le musiche di Roman Vlad, presentato alla 12ª Mostra internazionale del Cinema di Venezia (1951).